# Campionati del mondo di ciclismo su strada 1927 - Gara in linea maschile
La gara in linea maschile dei campionati del mondo di ciclismo su strada 1927 si svolse il 21 luglio 1927 con partenza e arrivo ad Adenau, in Germania, su un percorso di 182,5 km, e fu valida per l'assegnazione del primo titolo mondiale per Professionisti e del settimo titolo mondiale per Dilettanti.
La vittoria della prova dei Professionisti fu appannaggio dell'italiano Alfredo Binda, il quale terminò la gara in 6h37'29" (primo assoluto al traguardo), precedendo i connazionali Costante Girardengo e Domenico Piemontesi; la vittoria della prova dei Dilettanti, svolta insieme a quella dei Professionisti, fu invece appannaggio del belga Jean Aerts, quinto classificato al traguardo, davanti al tedesco Rudolf Wolke e all'italiano Michele Orecchia.
Sul traguardo di Adenau, dei 55 ciclisti partiti (22 professionisti e 33 dilettanti) portarono a termine la competizione 18 ciclisti (10 professionisti e 8 dilettanti).

## Ordine d'arrivo generale
| Pos. | Corridore           | Squadra | Tempo    |
| ---- | ------------------- | ------- | -------- |
| 1    | Alfredo Binda       |         | 6h37'29" |
| 2    | Costante Girardengo |         | a 7'16"  |
| 3    | Domenico Piemontesi |         | a 10'51" |
| 4    | Gaetano Belloni     |         | a 11'11" |
| 5    | Jean Aerts          |         | a 11'51" |
| 6    | Rudolf Wolke        |         | a 14'24" |
| 7    | Michele Orecchia    |         | a 17'50" |
| 8    | Erik Bohlin         |         | a 18'06" |
| 9    | René Brossy         |         | a 19'33" |
| 10   | Herbert Nebe        |         | a 23'03" |
| 11   | Felix Manthey       |         | s.t.     |
| 12   | Helmer Strandberg   |         | a 28'59" |
| 13   | Joep Franssen       |         | s.t.     |
| 14   | Hans Bockkom        |         | s.t.     |
| 15   | Walter Cap          |         | s.t.     |
| 16   | Otto Cap            |         | s.t.     |
| 17   | Paul Litschi        |         | s.t.     |
| 18   | Holmfrid Eriksson   |         | s.t.     |

## Classifica ciclisti dilettanti
La stessa prova fu valida anche per l'assegnazione del titolo mondiale dilettanti.
| Pos. | Corridore         | Squadra | Tempo    |
| ---- | ----------------- | ------- | -------- |
| 1    | Jean Aerts        |         | 6h49'20" |
| 2    | Rudolf Wolke      |         | a 2'33"  |
| 3    | Michele Orecchia  |         | a 5'59"  |
| 4    | Erik Bohlin       |         | a 6'15"  |
| 5    | René Brossy       |         | a 7'42"  |
| 6    | Helmer Strandberg |         | a 17'08" |
| 7    | Paul Litschi      |         | s.t.     |
| 8    | Holmfrid Eriksson |         | s.t.     |